# Curetis cinyra
Curetis cinyra är en fjärilsart som beskrevs av Pieter Cramer 1782. Curetis cinyra ingår i släktet Curetis och familjen juvelvingar. Inga underarter finns listade i Catalogue of Life.